# Claudio Fragasso
Claudio Fragasso, també conegut pel nom artístic de Clyde Anderson (Roma, 2 d'octubre de 1951), és un director de cinema, guionista, productor de cinema i actor italià.

## Biografia
Al llarg de la seva carrera ha tocat tots els gèneres cinematogràfics, des del cinema d'autor fins al terror i la comèdia. Va començar la seva carrera amb autoproduccions a super 8: Paure e realtà (1972) i Passaggi (1977). Amb aquest últim crida l'atenció de la crítica i el 1979 participa al VIII Premio per Autori Cinematografici Italiani "Angelo Rizzoli", guanyant el premi "Cinema giovane" (juntament amb les pel·lícules Morte di un operatore de Faliero Rosati i Volontari per destinazione ignota d’Alberto Negrin). Posteriorment, Americo Sbardella projecta la pel·lícula Passaggi al Filmstudio de Roma on romandrà en cartell fins al 1980. El 1981 la seva primera pel·lícula en 35mm Difendimi dalla notte partecipa al Festival de Cinema Italià d'Annecy, Niça i Sant Sebasti`.
Després de conèixer Bruno Mattei es va convertir en un estret col·laborador i es va dedicar als gèneres de terror, acció, western i peplum. Amb Mattei va codirigir pel·lícules com Virus, Rats - Notte di terrore i Zombi 3 (on substitueix a Lucio Fulci).
En solitari, sempre dirigeix pel·lícules de terror de baix pressupost com La casa 5, After Death (Oltre la morte), Non aprite quella porta 3 i Troll 2 (1990), cque a la Internet Movie Database es trobava entre les cent pitjors pel·lícules de tots els temps, segons els vots dels usuaris. En les dècades següents, la pel·lícula va adquirir un estatus de culte, culminant amb l'esdeveniment conegut com a Nilbog Invasion. Des de 2005 Troll 2 es projecta els divendres a mitjanit, als cinemes dels EUA juntament amb The Rocky Horror Picture Show i als televisors la nit de Halloween. El fenomen no mostra cap signe de disminució, estenent-se també a Europa. La pel·lícula va néixer com una comèdia amb el títol original de Goblin, que no tenia res a veure amb la seqüela de la pel·lícula Troll (1986).
Fragasso es va especialitzar en mockbusters. Aquest terme fa referència a pel·lícules, sovint de baix pressupost, que intenten seguir l'onada d'altres que han aconseguit un èxit considerable o que les distribuïdores fan passar com a seqüeles de pel·lícules existents, encara que no fossin pensades pels cineastes. Els projectes de Fragasso en aquest àmbit es filmen a Amèrica amb actors nord-americans, excepte Monster dog - Il signore dei cani, fet a Madrid protagonitzat per la cantant Alice Cooper, però encara produït i finançat per Eduard Sarlui per al mercat americà.
Més tard Fragasso va aprofitar la seva experiència estrangera dedicant-se als gèneres més populars: thriller, drama, policia, de denúncia social i política. Teste rasate (1993) vince il premio della giuria giovane e del pubblico al festival del cinema italiano di Villerupt. Palermo Milano - Solo andata (1995) participa a la 52a Mostra Internacional de Cinema de Venècia a la secció Panorama italiano, i va competir al festival d'aventura i acció de Valenciennes, on guanya el premi RTL 2; candidat a cinc David di Donatello, el 1995 el 1995 en va obtenir dos (enginyer de so de gravació en directe i millor productor). Concorso di colpa va guanyar els premis del Busto Arsizio Film Festival a la millor pel·lícula, banda sonora, fotografia i guió el 2004. Totes aquestes pel·lícules, així com Milano Palermo - Il ritorno (amb Giancarlo Giannini e Raoul Bova) fore nescrites per Rossella Drudi.
El 2005 es va tallar el paper del propietari del cineclub a la seva pel·lícula Concorso di colpa, homenatjant (també en aparença) a Americo Sbardella i el seu Filmstudio. El 2008 va aparèixer a Tutta la vita davanti, dirigida per Paolo Virzì, en el paper caricaturitzat d'un ministre de cultura romà. El 2013, un altre cameo a la pel·lícula Roma criminale del seu amic Gianluca Petrazzi.
L'any 2011 va ser professor al Centre Experimental de Cinematografia, per a un taller sobre gèneres de cinema d'acció demanat per Daniele Luchetti per a estudiants de primer i segon curs de direcció i guió. En acabar el taller, les dues classes del curs van fer un curt temàtic, sota la seva direcció. El 2013 és el president del jurat del Festival de Cinema de Tirana.
El 2021 torna a l'horror amb la pel·lícula episòdica Italian Horror Stories, supervisant la direcció dels episodis.

## Filmografia

### Director
- Paure e realtà (1973)
- Passaggi (1977)
- Difendimi dalla notte (1981)
- Monster dog - Il signore dei cani (1984)
- After Death (Oltre la morte) (1989)
- Troll 2 (1990)
- La casa 5 (1990)
- Non aprite quella porta 3 (1991)
- Pierino Stecchino (1992) – mai distribuït
- Teste rasate (1993)
- Palermo Milano - Solo andata (1995)
- Guardia e ladro, episodio de Esercizi di stile (1996)
- Coppia omicida (1998)
- La banda (2001)
- Concorso di colpa (2005)
- Milano Palermo - Il ritorno (2007)
- Le ultime 56 ore (2009)
- Operazione vacanze (2012)
- La grande rabbia (2015)
- L'ultimo applauso - curtmetratge (2016)
- Italian Horror Stories - supervisió (2021)
- Karate Man (2022)

#### Codirector amb Bruno Mattei
- Virus (1980)
- L'altro inferno (1980)
- Violenza in un carcere femminile (1982)
- Blade Violent - I violenti (1983)
- I sette magnifici gladiatori (1983)
- Rats - Notte di terrore (1984)
- Bianco Apache (1987)
- Scalps (1987)
- Strike Commando (1987)
- Double Target - Doppio bersaglio (1987)
- Strike Commando 2 - Trappola diabolica (1988)
- Zombi 3 (substituint Lucio Fulci) (1988)

#### Director assistent
- Li chiamavano i tre moschettieri... invece erano quattro, dirigit per Silvio Amadio (1973)

### Guionista
- Pronto ad uccidere, dirigit per Franco Prosperi (1976)
- Vento, vento, portali via con te, dirigit per Mario Bianchi (1976)
- Napoli... i 5 della squadra speciale, dirigit per Mario Bianchi (1978)
- El triángulo diabólico de las Bermudas, dirigit per René Cardona Jr. (1978)
- I guappi non si toccano, dirigit per Mario Bianchi (1979)
- Il medium, dirigit per Silvio Amadio (1980)
- L'avvocato della mala, dirigit per Alberto Marras (1979)
- L'altro inferno, dirigit per Claudio Fragasso e Bruno Mattei (1980)
- Virus, dirigit per Bruno Mattei i Claudio Fragasso (1980)
- La vera storia della monaca di Monza, dirigit per Bruno Mattei (1981)
- I sette magnifici gladiatori, dirigit per Bruno Mattei e Claudio Fragasso (1983)
- Blade Violent - I violenti, dirigit per Bruno Mattei e Claudio Fragasso (1983)
- Monster dog - Il signore dei cani, dirigit per Claudio Fragasso (1984)
- Rats - Notte di terrore (co-autor amb Rossella Drudi), dirigit per Bruno Mattei i Claudio Fragasso (1985)
- Il piacere, dirigit per Joe D'Amato (1985)
- Strike Commando, dirigit per Bruno Mattei e Claudio Fragasso (1987)
- Strike Commando 2 - Trappola diabolica, dirigit per Bruno Mattei e Claudio Fragasso (1988)
- Zombi 3 (coautor amb Rossella Drudi), dirigit per Lucio Fulci, Bruno Mattei e Claudio Fragasso (1988)
- Nato per combattere (coautor amb Rossella Drudi), dirigit per Bruno Mattei (1989)
- Terminator 2 (coautor amb Rossella Drudi), dirigit per Bruno Mattei (1989)
- Robowar - Robot da guerra (coautor amb Rossella Drudi), dirigit per Bruno Mattei (1988)
- Cop Game - Giochi di poliziotto (co-autor del guió amb Rossella Drudi), dirigit per Bruno Mattei (1988)
- Double Target - Doppio bersaglio, dirigit per Bruno Mattei (1987)
- Trappola diabolica, dirigit per Bruno Mattei i Claudio Fragasso (1988)
- Troll 2, coautor amb Rossella Drudi, dirigit per Claudio Fragasso (1990)
- La casa 5 (coautor amb Rossella Drudi), dirigit per Claudio Fragasso (1990)
- Non aprite quella porta 3 dirigit per Claudio Fragasso (1990)
- Palermo Milano - Solo andata, dirigit per Claudio Fragasso (1996)
- Coppia omicida, dirigit per Claudio Fragasso (1998)
- Karate Man (coautor amb Rossella Drudi), dirigit per Claudio Fragasso (2022)

### Actor
- Robowar - Robot da guerra, dirigit per Bruno Mattei (1988)
- Concorso di colpa, dirigit per Claudio Fragasso (2004)
- Tutta la vita davanti, dirigit per Paolo Virzì (2008)
- Nero infinito, dirigit per Giorgio Bruno - cameo (2013)
- Roma criminale, dirigit per Gianluca Petrazzi - cameo (2013)
- La grande rabbia, dirigit per Claudio Fragasso (2015)

### Televisió

#### Director
- Operazione Odissea - sèrie de televisió (2000)
- Blindati - sèrie de televisió (2003)
- Una notte da paura - telefilm (2011)

#### Guionista
- Appuntamento a Trieste (coautor amb Rossella Drudi), dirigit per Bruno Mattei - minisèrie de televisió (1987)
- Operazione Odissea, dirigit per Claudio Fragasso (1999)
- Blindati, dirigit per Claudio Fragasso (2000)
- Una notte da paura, dirigit per Claudio Fragasso (2011)